# Barrsäckspindel
Barrsäckspindel (Clubiona subsultans) är en spindelart som beskrevs av Tord Tamerlan Teodor Thorell 1875. Barrsäckspindel ingår i släktet Clubiona och familjen säckspindlar. Arten är reproducerande i Sverige. Inga underarter finns listade.